# Fasori Gimnázium

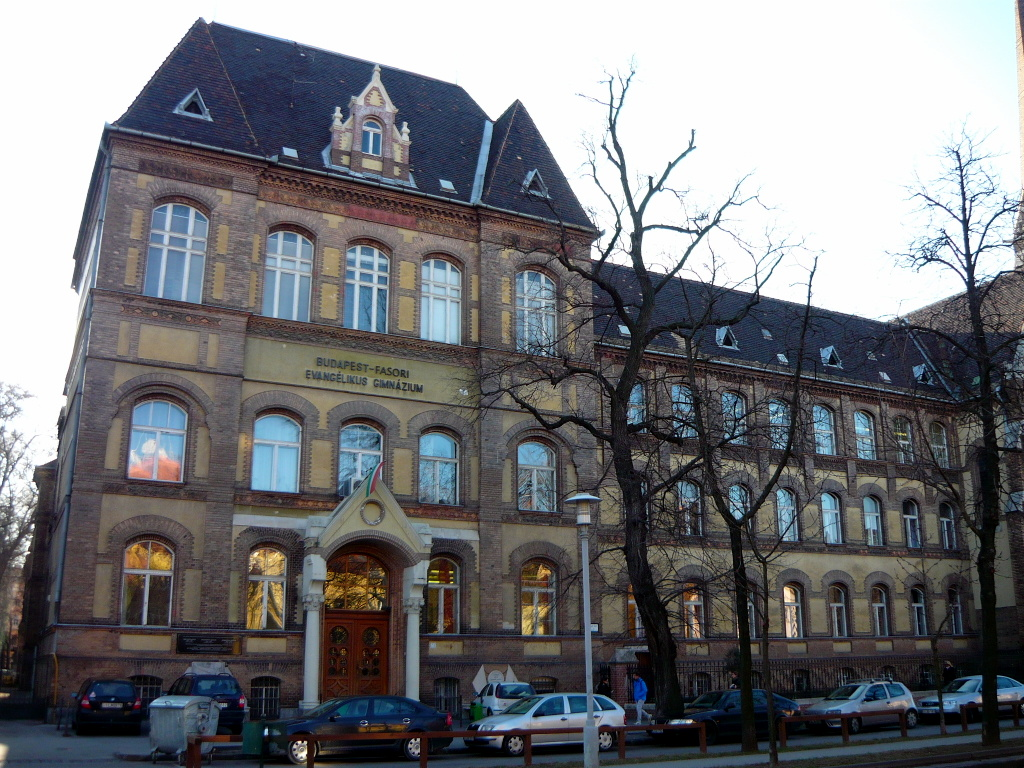

Fasori Gimnázium znane również jako Fasori Evangélikus Gimnázium, zaś jego oficjalna nazwa brzmiała: Budapesti Evangélikus Gimnázium. Jest to najsłynniejsze gimnazjum Budapesztu i Węgier. Pierwszy budynek (1823) znajdował się przy Deák tér, kolejny (od 1864) przy Sütő utca, a jego dzisiejsza siedziba mieści się od 1904 blisko parku miejskiego. Jego założycielem był protestancki kościół luterański. Wśród jego absolwentów znajduje się wielu sławnych uczonych, laureatów nagrody Nobla, kompozytorów i pisarzy.
Niektórzy z nich to:
- Eugene Wigner (noblista fizyk i matematyk)
- János Harsányi (noblista ekonomista)
- John von Neumann (matematyk, fizyk, wynalazca komputera)
- György Faludy (poeta)
- Imre Kálmán (kompozytor)
- Kálmán Kandó (wynalazca)
- Sándor Petőfi (poeta)

Dalsi uczniowie i nauczyciele to: György Lukács, Theodor Herzl, Antal Doráti, Alfréd Haar, Miksa Fenyő, Gyula Szepesy, Adolf Fényes, Miksa Falk, Aurel Stein i Vilmos Tátrai.
László Rátz był tam legendarnym nauczycielem matematyki, jego imieniem nazwano później medal za szczególne osiągnięcia.
Fasori Gimnázium zostało  zamknięte przez władze komunistyczne w 1952 r., wznowiło działalność dydaktyczną po upadku komunizmu w 1989.